# Chalil Ibrahim
Chalil Ibrahim (ur. 1957, zm. 25 grudnia 2011) – przywódca partyzantów zrzeszonych w ramach Ruchu Sprawiedliwości i Równości.
Wywodził się z gałęzi Koba ludu Zaghawa zamieszkującego głównie w Sudanie z niewielką mniejszością na terenie Czadu. Był zagorzałym zwolennikiem przejęcia władzy przez Islamski Front Narodowy z Hasanem at-Turabim na czele. W latach 1991 do 1994 pełnił obowiązki regionalnego ministra edukacji w Al-Faszir, Darfurze Północnym.